# Ітан Кет
Ітан Кет (англ. Ethan Kath; уроджений Клаудіо Паоло Палм'єрі (англ. Claudio Paolo Palmieri); нар. 25 грудня 1977, Торонто, Онтаріо, Канада) — канадський музикант, співзасновник, продюсер і автор пісень гурту Crystal Castles.

## Життєпис
Кет народився в італійській сім'ї каламбрійського походження у Торонто 25 грудня 1977 року. До Crystal Castles Кет грав на різних інструментах у багатьох гуртах, серед яких Dir Mannequin. У віці 14 років грав на барабанах у Jakarta, анархістському хардкор-гурті. Пізніше був басистом у слез-метал гурті Kïll Cheerleadër, а також у фолк-гурті, учасниками якого були сам Ітан і Pino Placentile.
Crystal Castles були відомі своєю невідомістю позасценічного життя та життя учасників гурту. Кет регулярно фотографувався в капюшонах, які закривали частину або все його обличчя, і протягом багатьох років мав багато різних псевдонімів.

### Звинувачення в сексуальному насильстві
24 жовтня 2017 року колишня вокалістка гурту Crystal Castles Еліс Ґласс опублікувала на своєму офіційному сайті заяву, в якій пояснила свій вихід з гурту, звинувативши Кета в сексуальному, фізичному та психічному насильстві. Звинувачення детально описують зловживання, які почалися, коли Ґласс було 15 років і вона почала записуватись з Кетом, і наростали до її остаточного вихіду з Crystal Castles. Кет відповів того ж дня у заяві, переданій журналу Pitchfork через свого адвоката, де він назвав звинувачення «чистою вигадкою» і сказав, що консультується зі своїми юристами щодо своїх правових варіантів. Наступного місяця Кет подав до суду на Ґласс за наклеп, але в лютому 2018 року його позов було відхилено.
Поліцейський констебль Еллісон Дуглас-Кук з поліції Торонто 21 грудня 2017 року підтвердила, що Ітан Кет є об'єктом розслідування відділу сексуальних злочинів, яке наразі ведеться.
В інтерв'ю The Daily Beast Ґласс і ще чотири жінки заявили, що Кет сексуально домагався їх, коли вони були підлітками, а йому було близько двадцяти років. Дівчини заявили, що Кет використовував свою славу в гуртах Crystal Castles і Kïll Cheerleadër, щоб познайомитися з ними в юному віці, і що він скористався їхньою наївністю і постачав їм наркотики і алкоголь, щоб примусити їх до сексуальних актів.
Пізніше Ґласс дала інтерв'ю The Guardian, де розповіла про поведінку Кет, зазначивши, що він викинув її телефон з машини, що рухалася, вирвав їй волосся, збрехав про характер її травми ребра, а також кілька разів порушував приписи лікарів і змушував її виступати після того, як вона отримала струс мозку. Кет також утримував паспорт Ґласс і контролював її фінанси, не дозволяючи їй мати власний мобільний телефон або кредитну картку. Ґласс також згадувала, що якщо вона коли-небудь думала покинути Crystal Castles, Кет погрожував замінити її кимось, «хто краще співає і хто буде миритися з набагато гіршим, ніж вона». Дізнавшись, що Кет чинив подібні дії по відношенню до інших жінок, Ґласс відчула, що її обов'язком було заявити про це.

## Дискографія

### В складі Kïll Cheerleadër
- Gutter Days (2001);
- All Hail (2004).

### В складі Die Mannequin
- How to Kill (2006).

### В складі Crystal Castles
- Crystal Castles (2008);
- Remixed Rewired (Bootleg) (2008);
- Crystal Castles (II) (2010);
- (III) (2012);
- Amnesty (I) (2016).